# Onthophagus capelliformis
Onthophagus capelliformis är en skalbaggsart som beskrevs av Gillet 1925. Onthophagus capelliformis ingår i släktet Onthophagus och familjen bladhorningar. Inga underarter finns listade i Catalogue of Life.